# Ольховка (приток Мойвы)
Ольховка — река в России, протекает в Красновишерском районе Пермского края. Устье реки находится в 32 км по правому берегу реки Мойва. Длина реки составляет 13 км.
Исток реки на восточном склоне горы Ишерим, Северный Урал (1332 м НУМ). Река круто стекает по ложбине между горой Ишерим и хребтом Ольховочный в долину Мойвы. Характер течения — горный. Течёт на юго-запад, затем поворачивает на запад. Ширина реки у устья около 5 метров.

## Данные водного реестра
По данным государственного водного реестра России относится к Камскому бассейновому округу, водохозяйственный участок реки — Кама от водомерного поста у села Бондюг до города Березники, речной подбассейн реки — бассейны притоков Камы до впадения Белой. Речной бассейн реки — Кама.
По данным геоинформационной системы водохозяйственного районирования территории РФ, подготовленной Федеральным агентством водных ресурсов:
- Код водного объекта в государственном водном реестре — 10010100212111100004167
- Код по гидрологической изученности (ГИ) — 111100416
- Код бассейна — 10.01.01.002
- Номер тома по ГИ — 11
- Выпуск по ГИ — 1